# Judith Kanakuze
Judith Kanakuze (19 tháng 9 năm 1959 – 7 tháng 2 năm 2010) là một chính trị gia Rwanda và nhà hoạt động vì quyền phụ nữ nổi tiếng với việc thông qua luật chống bạo lực trên cơ sở giới, bao gồm định nghĩa pháp lý đầu tiên về cưỡng hiếp cơ quan chính quyền. Bà đã làm việc trong nhiều lĩnh vực, bao gồm dinh dưỡng và dịch vụ dân sự, trước khi trở thành một nhà lãnh đạo nổi tiếng của phụ nữ sau cuộc diệt chủng năm 1994 ở Rwandan, trong đó bà mất phần lớn gia đình. Kanakuze thành lập tổ chức phụ nữ đầu tiên Réseau des Femmes và đại diện cho lợi ích của phụ nữ tại Hiệp định Arusha và trong ủy ban của Rwanda để thiết lập một hiến pháp. Hạn ngạch giới tính yêu cầu phụ nữ sáng tác ít nhất 30 phần trăm các cơ quan chính phủ sau đó đã nhanh chóng thúc đẩy sự tham gia của phụ nữ để vượt quá hạn ngạch trong quốc hội. Bà được bầu vào Quốc hội năm 2003 và tái đắc cử năm 2008. Trong các nhiệm kỳ của mình, bà chủ trì Diễn đàn Nghị viện Phụ nữ Rwanda.

## Cuộc sống ban đầu và sự nghiệp
Judith Kanakuze sinh ngày 19 tháng 9 năm 1959, tại quận Rusizi, Rwanda. Bà học ngành nhân khẩu học ở trường đại học và tốt nghiệp với bằng cử nhân. Kanakuze làm giáo viên trong hai năm bắt đầu từ năm 1980 và sau đó trở thành một chuyên gia dinh dưỡng. Bà từng là Giám sát viên Quốc gia của Trung tâm Dinh dưỡng Rwanda trong bốn năm bắt đầu từ năm 1986, sau đó bà điều phối một dự án tiết kiệm năng lượng hộ gia đình với Tổ chức Phát triển SNV Hà Lan. Năm 1992, bà thực hiện các nghiên cứu và nghiên cứu với Bộ công chính.  Trong thời gian này, Kanakuze đại diện cho phụ nữ và trẻ em trong Hiệp định Arusha.  bà cũng lãnh đạo một tổ chức nữ quyền, Twese Hamne (Pro-Femmes). bà sống qua năm 1994 diệt chủng Rwanda, trong đó hầu hết các mở rộng của mình Tutsi gia đình bị sát hại trong một nhà thờ Kibuye ở phía tây Rwanda, nơi họ đã đi cho nơi tôn nghiêm. 
Sau cuộc xung đột, bà trở về Rwanda từ một trại tị nạn ở Goma để mở lại một hiệp hội tín dụng phụ nữ chuyên về tài chính vi mô và cũng cung cấp chương trình giải quyết xung đột giáo dục và giáo dục.  Kanakuze thành lập tổ chức phụ nữ đầu tiên Réseau des Femmes,  mà bà là một nhà tư vấn vào cuối những năm 1990. 
Kanakuze, vào thời điểm này được biết đến như một nhà lãnh đạo cho quyền của phụ nữ ở Rwanda, đã được chọn để phục vụ trong Ủy ban Hiến pháp năm 2001 của đất nước với tư cách là người ủng hộ bình đẳng giới  và một trong ba phụ nữ trong hội đồng 12 người.  bà đã đóng góp nhiều điều khoản liên quan đến giới trong hiến pháp, điều quan trọng nhất trong đó tạo ra hạn ngạch giới tính trong đó phụ nữ phải chiếm ít nhất 30% số ghế trên các cơ quan ra quyết định của Rwanda.  Các tổ chức xã hội dân sự và phụ nữ cá nhân đã bổ sung Kanakuze để thuyết phục các thành viên ủy ban khác.  Phụ nữ Rumani bắt đầu tham gia các ủy ban do nam giới kiểm soát và được công nhận về các vấn đề khác ngoài giới tính.  Đến năm 2003, phụ nữ nắm giữ gần một nửa số ghế trong Quốc hội  và Kanakuze được bầu vào một trong số họ.  Năm sau, bà chủ trì Diễn đàn Nghị viện Phụ nữ Rwanda, nơi thiết kế luật nhằm nhắm vào bình đẳng giới trong chính phủ.  Kanakuze từng là thành viên của Ủy ban Thường vụ Quốc hội về Thúc đẩy Giới và Gia đình.  Hành động lập pháp quan trọng nhất của bà là luật năm 2008 chống lại bạo lực trên cơ sở giới, bao gồm bạo lực gia đình và cưỡng hiếp.  Nó thiết lập định nghĩa về hiếp dâm trong luật pháp Rwandan và đánh dấu đạo luật đầu tiên được đưa ra bởi các nghị sĩ quốc hội Thay vì chi nhánh hành pháp bá đạo kể từ cuộc bầu cử năm 2003.  Kanakuze được tái đắc cử vào năm 2008 dưới đảng chính trị Mặt trận Yêu nước Rwanda. 
Bà bị ốm trong một cuộc họp vào tháng 12 năm 2009 và không hồi phục.  Kanakuze qua đời vào ngày 7 tháng 2 năm 2010, ở tuổi 51. Nghị viện đã đóng cửa một ngày để thương tiếc và tôn vinh trí nhớ của bà.